# Rio Seco
O Rio Seco é um curso de água que nasce no concelho de São Brás de Alportel e desagua na Ria Formosa, percorrendo 18 km.